# 米瑟尔贝格
米瑟尔贝格是德国莱茵兰-普法尔茨州的一个市镇。总面积0.74平方公里，总人口79人，其中男性35人，女性44人（2011年12月31日），人口密度107人/平方公里。